# L'uomo dal cervello trapiantato
L'uomo dal cervello trapiantato (L'homme au cerveau greffé) è un film del 1971 diretto da Jacques Doniol-Valcroze.

## Trama
Il primario di una clinica neurochirurgica, il professor Jean Marcilly, famoso specialista del cervello condannato da una cardiopatia inguaribile, spinge il dottor Robert Degagnac a trapiantare il proprio cervello nel giovane ventitreenne Franz Eckerman, ex pilota e collaudatore di auto da corsa, vittima di un incidente automobilistico.